# Alexander Gerschenkron
Alexander Gerschenkron, född 1 oktober 1904 i Odessa, Tsarryssland, död 26 oktober 1978 i Cambridge, Massachusetts, var en ryskfödd amerikansk nationalekonom, som var professor vid Harvard University och invald 1974 som utländsk ledamot av svenska Vetenskapsakademien.

## Biografi
Gerschenkron föddes i en elitfamilj i den ryska intelligentian. När han var 16 år lämnade han och hans far Ryssland under bolsjevikrevolutionen. De bosatte sig så småningom i Wien där han lärde sig språk som tyska och latin. År 1924 skrev han in sig vid Wiens universitet och tog examen 1928.
Efter examen gifte han sig och fick barn. Han började arbeta i Wien som representant för ett belgiskt motorcykelföretag och fortsatte med detta i tre år, men bestämde sig sedan för att engagera sig i politiken genom socialdemokraterna. År 1934 upphörde emellertid partiet att existera efter det österrikiska inbördeskriget.
År 1938 emigrerade Gerschenkron och hans familj till USA efter annekteringen av Österrike till det Tyska riket. Charles Gulick, professor vid University of California, Berkeley, erbjöd honom plats som sin forskningsassistent. Han tillbringade tolv månader med att forska och skriva för att hjälpa till att producera Gulicks bok, Austria: From Habsburg to Hitler. Han forskade vid University of California, Berkeley i fem år och flyttade sedan, 1943,  till Washington, D.C., för att gå in i Federal Reserve Board.
År 1945 blev Gerschenkron amerikansk medborgare och 1948 lämnade han Federal Reserve Board för att tillträda en tjänst som professor vid Harvard University. Han var professor i nationalekonomi vid Harvard i ungefär 25 år. Där undervisade han i ekonomisk historia och sovjetiska studier.
I en forskningsartikel visar den nederländske socialhistorikern Marcel van der Linden att Gerschenkron var medlem i Österrikes socialdemokratiska arbetarparti, ett av de två största politiska partierna i Österrike, som har band till Österrikes fackföreningsförbund (ÖGB) och den österrikiska arbetskammaren (AK), och senare Österrikes kommunistiska parti, båda förbjudna mellan 1933 och 1945 under både Fäderneslandsfrontens regim och Tredje rikets kontroll över Österrike efter Anschluss 1938. Gerschenkron höll sina tidigare politiska tillhörigheter hemliga efter att han invandrat till USA.

## Vetenskapligt arbete
Gerschenkron höll sig till sina ryska rötter - i sin ekonomi, historia och som kritiker av rysk litteratur. Hans tidiga arbete koncentrerade sig på utveckling i Sovjetunionen och Östeuropa. I artikel A Dollar Index of Soviet Machinery Output, 1927-1928 to 1937 (1947) redovisade han Gerschenkron-effekten (hur ändrat basår för ett index bestämmer indexets tillväxttakt). Denna "Gerschenkron-effekt" var ett betydande fynd som deflaterade den tillkännagivna överlägsna sovjetiska tillväxten. Hans tidiga arbete följde ofta de statistiska tricken tillämpades av sovjetiska planerare.
År 1951 publicerade Gerschenkron en essä Economic Backwardness in Historical Perspective, en hörnsten i hans karriär och av betydelse för den europeiska ekonomiska historien. I den angrep han teorin om linjära stadier i ekonomisk utveckling, som hävdar att utvecklingen går framåt i i stort sett bestämda stadier. Hans teori om ekonomisk eftersläpning står i stark kontrast till andra enhetliga stadier teorier, i synnerhet Rostow's stages of growth.
Trots sina rötter i den österrikiska skolan kritiserade han den framstående österrikiske ekonomen Eugen von Böhm-Bawerks "penny pinching, 'not-one-heller-more-policies'" när denne var Österrikes finansminister. Han lade en stor del av skulden för Österrikes ekonomiska eftersläpning på Böhm-Bawerks ovilja att spendera mycket på offentliga byggprojekt.
År 1943 publicerade Gerschenkron en bok med titeln Bread and Democracy in Germany. I denna studie analyserar han problemet med förhållandet mellan demokrati och skyddet av jordbruksprodukter, särskilt spannmål, i Tyskland. Han förstod att upprättandet av demokrati i Tyskland berodde på många faktorer, och i sin bok behandlar han specifikt en aspekt av problemet, Junkers och jordbrukspolitikens ställning i dess förhållande till demokrati. Han varnade också för de möjliga svårigheterna med att skapa ett statligt monopol och hävdade att förvaltningen av monopolet skulle kräva "stor praktisk skicklighet och energi". Han ansåg också att tyskarna borde inkludera detta program för jordbruksanpassningsplanen i fredsavtalen och överlåta dess genomförande och övervakning till en internationell ekonomisk byrå.